# Claudio Pezzuto
Claudio Pezzuto (Surbo, 7 luglio 1963 – Pontecagnano Faiano, 12 febbraio 1992) è stato un carabiniere italiano, ucciso in servizio durante un posto di controllo, insieme al collega Fortunato Arena, da alcuni malviventi della Camorra armati di mitra. insignito della medaglia d'oro al valor militare alla memoria.
Il 12 febbraio 1992, a Faiano, nel comune di Pontecagnano Faiano in provincia di Salerno, i carabinieri Fortunato Arena e Claudio Pezzuto, rispettivamente di 23 e 29 anni, vengono assassinati mentre erano in servizio.
Durante un controllo di routine su un’automobile, i due agenti vengono improvvisamente attaccati dagli occupanti del veicolo. Arena viene colpito da una raffica di mitra e ucciso sul posto. Pezzuto, ferito, cerca rifugio sotto un porticato, ma uno dei malviventi lo raggiunge e lo uccide con un colpo ravvicinato.
Dopo una breve fuga, i responsabili vengono catturati: si tratta di Carmine De Feo e Carmine D’Alessio, rispettivamente di 30 e 27 anni, affiliati all’A.C.R. (Associazione Camorrista Riformata), uno dei gruppi criminali nati dalla dissoluzione della Nuova Camorra Organizzata di Cutolo. Per loro arriva la condanna all’ergastolo per l’omicidio dei due carabinieri e sette anni di carcere per detenzione illegale di armi.
Claudio Pezzuto e Fortunato Arena ricevono la medaglia d’oro al valor militare. Nel giugno 2010 la stazione dei carabinieri di Francavilla in Sinni, in Basilicata, viene intitolata a Claudio Pezzuto.
Nel febbraio 2013, il Comune di Pontecagnano organizza una cerimonia pubblica a cui invita le mogli dei due carabinieri in loro memoria.
Il 12 febbraio 2014, la caserma del Comando provinciale di Salerno viene intitolata a Pezzuto e Arena, così come il presidio di Battipaglia dell’associazione Libera, impegnata nella lotta contro le mafie.
Il 24 settembre 2015, a Bellizzi, il sindaco Domenico Volpe e il comandante provinciale dell’Arma, colonnello Riccardo Piermarini, ricordano i due eroi dedicando una piazza a Claudio Pezzuto, originario di quel comune. Alla cerimonia partecipano, oltre alle autorità, la moglie Tania Pisani e il figlio Claudio.
Ad aprile 2016, presso il centro sociale di Lagonegro, viene inaugurata la nuova sede della sezione locale dell’Associazione Nazionale Carabinieri, dedicata a Claudio Pezzuto. All’evento sono presenti il presidente della sezione Carmine Landi, il sindaco Domenico Mitidieri e il procuratore Vittorio Russo.
Il 13 febbraio 2017, a Faiano si svolge una commemorazione per il 25° anniversario della morte di Pezzuto e Arena. In contemporanea a San Filippo del Mela, in provincia di Messina, si tiene una cerimonia con la partecipazione dei familiari, delle autorità civili, religiose e militari, delle associazioni dei carabinieri e di studenti locali.
Infine, il 5 giugno 2021, grazie all’interessamento del Comune di Salerno, il Comando Provinciale dei Carabinieri ottiene l’intitolazione della via adiacente alla caserma di Mercatello ai due carabinieri, dove viene posizionata una targa commemorativa.

## Conferimento della medaglia d'oro
A Claudio Pezzuto è stata conferita la medaglia d'oro alla memoria, con la seguente motivazione:

## Fonti
- Corriere della sera, 13 febbraio 1992, su archiviostorico.corriere.it.
- La Repubblica, 11 marzo 1992, su ricerca.repubblica.it.
- Fondazione Pol.i.s., Regione Campania, su https://fondazionepolis.regione.campania.it/index.php/claudio_pezzuto